# José Monteiro Guedes Coelho Nobre Mourão
José Monteiro Guedes Coelho Nobre Mourão (21 de outubro de 1841 - antes de 1903) foi um fidalgo e cavaleiro português, primeiro e único barão e conde de Bovieiro. Era filho de Rodrigo Monteiro Correia de Vasconcelos Guedes Mourão e Maria Isabel Cardoso. Por sucessão tornar-se-ia senhor das casas de Bovieiro, em Abragão; de Santa Olaia, em Paços de Sousa; da Quinta de Vila Maior, em Santa Marinha de Fornos; da Ribeira de Vila Caiz de Verdeiros, em São Paio de Portela; da casa da Aldeia de Cima de Abragão. Em 1866, desposou Maria Henriqueta Torres de Castro Portugal da Silveira, filha do fidalgo Columbano Pinto Ribeiro de Castro Portugal e Ifigênia Amália de Moura Torres. Por decreto de 7 de maio e carta de 6 de agosto de 1874 do rei Carlos I recebeu o título de visconde de Bovieiro. Por decreto de 30 de junho de 1890, também de Carlos, foi elevado a conde.